# Anapisa mabira
Anapisa mabira är en fjärilsart som beskrevs av Embrik Strand 1920. Anapisa mabira ingår i släktet Anapisa och familjen björnspinnare. Inga underarter finns listade i Catalogue of Life.